# Милквиц

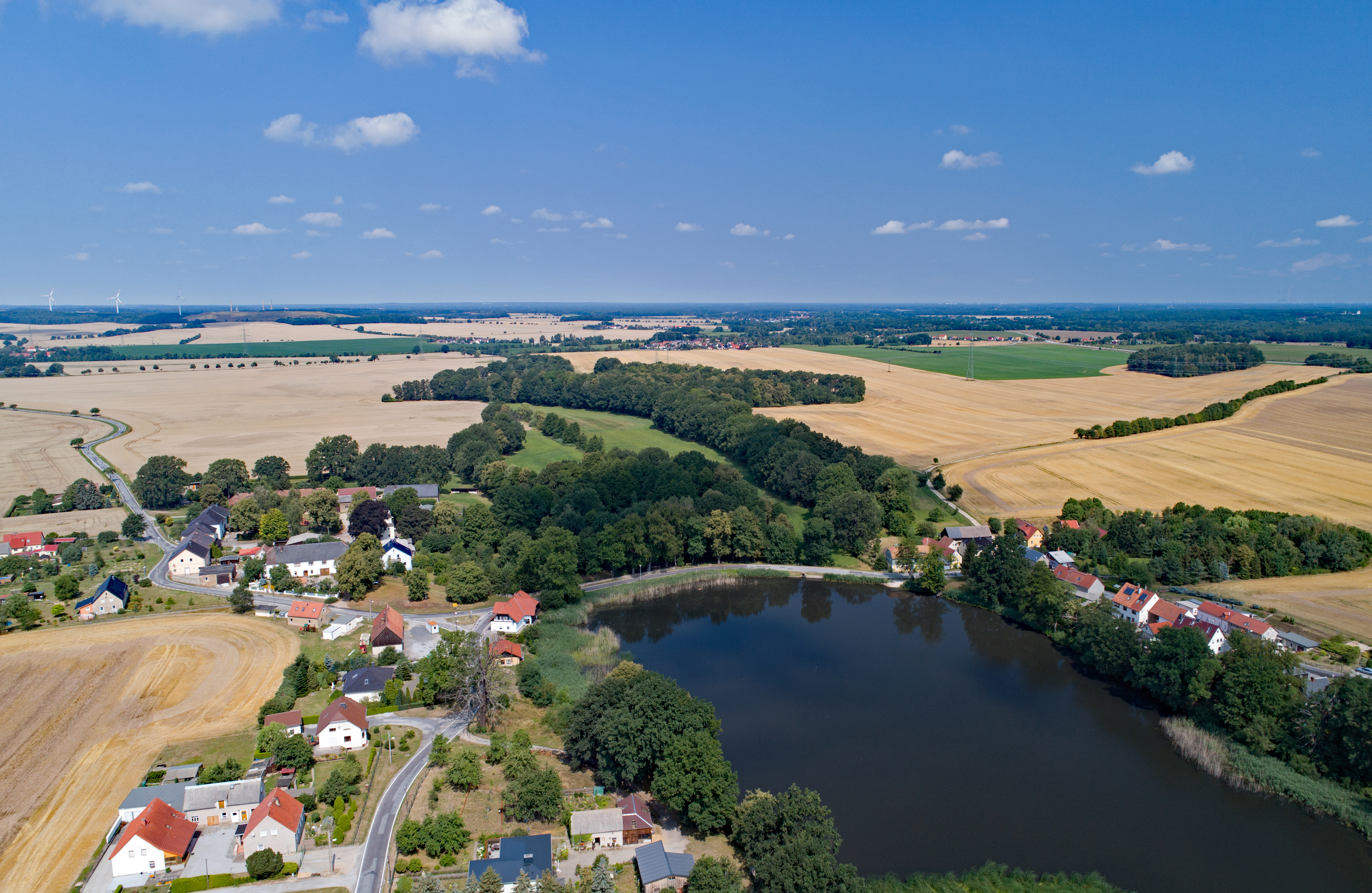

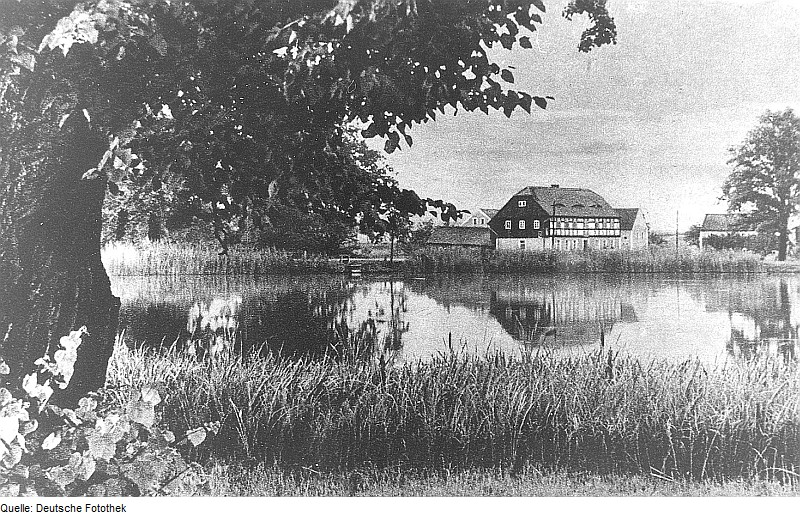
Мельница с парком. Памятник культуры и истории земли Саксония. Фотография 1950 года

Ми́лквиц или Ми́лкецы (нем. Milkwitz; в.-луж. Miłkecyо файле) — деревня в Верхней Лужице, Германия. Входит в состав коммуны Радибор района Баутцен в земле Саксония. Подчиняется административному округу Дрезден.

## История
Впервые упоминается в 1394 году под наименованием Milkewicz.
С 1936 по 1973 года входила в состав коммуны Строхшюц, с 1973 по 1998 года — в коммуну Кляйнвелька. С 1998 года входит в состав современной коммуны Радибор.
В настоящее время деревня входит в состав культурно-территориальной автономии «Лужицкая поселенческая область», на территории которой действуют законодательные акты земель Саксонии и Бранденбурга, содействующие сохранению лужицких языков и культуры лужичан.
Исторические немецкие наименования:
- Milkewicz, 1394
- Milkewitz, 1528
- Milckwicz, 1562
- Milckwitz, 1791

## Население
Официальным языком в населённом пункте, помимо немецкого, является также верхнелужицкий язык.
Согласно статистическому сочинению «Dodawki k statisticy a etnografiji łužickich Serbow» Арношта Муки в 1884 году проживало 154 человека (из них — 133 серболужичанина (86 %)).
Лужицкий демограф Арношт Черник в своём сочинении «Die Entwicklung der sorbischen Bevölkerung» указывает, что в 1956 году при общей численности в 231 человек серболужицкое население деревни составляло 47,2 % (из них верхнелужицким языком активно владело 81 человек, 8 — пассивно и 20 несовершеннолетних владели языком).
| 1834 | 1871 | 1890 | 1910 | 1925 | 1939 | 1946 | 1950 | 1964 | 2011 | 2016 |
| ---- | ---- | ---- | ---- | ---- | ---- | ---- | ---- | ---- | ---- | ---- |
| 54   | 77   | 90   | 159  | 156  | 171  | 205  | 231  | 206  | 90   | 98   |

## Достопримечательности
Памятники культуры и истории земли Саксония
- Жилой дом усадьбы, д. 2, вторая половина XVIII века (№ 09253025)
- Жилой дом, мельница с постройками, д. 14, первая половина XIX века (№ 09253023)
- Усадьба и парк, дома 17, 18, 19, 20, 21, 21a, 22, 23, 24, 25, 26; 1900 год (№ 09253022)
- Мост с ограждением, 1900 год (№ 09301687)
- Входная дверь в бывшем особняке, д. 26, 1900 год (№ 09301687)